# Nova Maringá
Nova Maringá é um município brasileiro no estado de Mato Grosso, Região Centro-Oeste do país. Localiza-se no norte mato-grossense e ocupa uma área de 11 553 km². Sua população foi estimada em 5 850 habitantes em 2022.
É uma das cidades mais quentes da região Centro-Oeste, na qual foi registrada a maior temperatura já medida no Brasil: 44,8 °C, nos dias 4 e 5 de novembro de 2020. No entanto, o recorde nos dois dias citados é considerado impreciso e não-oficial, não sendo reconhecido pelo INMET.

## Últimos prefeitos eleitos
| Ano  | Prefeito          | Partido  | Votos | %     | Ref    |
| ---- | ----------------- | -------- | ----- | ----- | ------ |
| 2004 | Dr. Gilmar        | PP       | 1.517 | 54,45 | [ 6 ]  |
| 2008 | Oscar de Carvalho | PSB      | 1.160 | 43,04 | [ 7 ]  |
| 2012 | João Braga        | DEM      | 1.682 | 58,55 | [ 8 ]  |
| 2016 | João Braga        | PSDB     | 2.054 | 65,56 | [ 9 ]  |
| 2020 | Ana               | PATRIOTA | 890   | 30,66 | [ 10 ] |
| 2024 | Ana               | UNIÃO    | 2.663 | 76,26 | [ 11 ] |